# Northern Kabuntalan
Northern Kabuntalan è una municipalità di quinta classe delle Filippine, situata nella Provincia di Maguindanao, nella Regione Autonoma nel Mindanao Musulmano. Tra l'ottobre 2006 e il luglio 2008 ha fatto parte della Provincia di Shariff Kabunsuan, creata con decreto regionale annullato successivamente dalla Corte Suprema delle Filippine.
La municipalità è stata creata nel dicembre 2006 con parte del territorio di Kabuntalan.
Northern Kabuntalan è formata da 11 baranggay:
- Balong
- Damatog
- Gayonga
- Guiawa
- Indatuan
- Kapimpilan
- Libungan
- Montay
- Paulino Labio
- Sabaken
- Tumaguinting